# Río Vilca
Der Río Vilca ist ein 28 km (einschl. dem Quellfluss Río Anta 85 km) langer rechter Nebenfluss des Río Mantaro in Peru. Er befindet sich im Andenhochland im Südwesten von Zentral-Peru (Provinzen Huancavelica und Huancayo). 

## Flusslauf
Der Río Vilca entsteht 34 km nordwestlich der Stadt Huancavelica auf einer Höhe von 3380 m am Zusammenfluss von Río Anta und Río Santo. Die Quellflüsse entspringen in der Cordillera de Chonta. Der Río Vilca durchquert das Andenhochland in nordnordöstlicher Richtung. Bei Flusskilometer 14 liegt die Ortschaft Vilca am linken Ufer. Bei Flusskilometer 6 passiert der Fluss die am rechten Ufer gelegene Ortschaft Moya. 2,8 km oberhalb der Mündung trifft der Río Canipaco von links auf den Río Vilca. Anschließend bildet der Río Vilca die Grenze von Huancavelica zum nördlich angrenzenden Junín. Schließlich trifft der Río Vilca 35 km südlich der Stadt Huancayo auf einer Höhe von etwa 2980 m auf den von Norden kommenden und nach Osten schwenkenden Río Mantaro.

## Einzugsgebiet und Hydrologie
Das Einzugsgebiet des Río Vilca umfasst eine Fläche von etwa 3070 km². Es erstreckt sich über das Andenhochland im Nordwesten der Provinz Huancavelica sowie im Westen der Provinz Huancayo. Ferner liegen Randbereiche in der Provinz Chupaca und in der Provinz Yauyos. Im Westen reicht das Einzugsgebiet bis zur kontinentalen Wasserscheide am Ostrand der peruanischen Westkordillere. Im Südwesten wird das Einzugsgebiet von der Cordillera de Chonta begrenzt. Im Norden grenzt das Einzugsgebiet an das des Río Cunas, im Süden an das des Río Ichu. Der mittlere Abfluss beträgt 37 m³/s. 

## Quellflüsse
Der Río Anta, der 57 km lange linke Quellfluss des Río Vilca, entspringt in der Cordillera de Chonta  im Osten des Distrikts Chupamarca auf einer Höhe von etwa 4860 m. Er fließt anfangs 15 km nach Westen, anschließend 12 km nach Norden und wendet sich auf seiner restlichen Strecke nach Nordosten. Bei Flusskilometer 18 passiert er das Distriktverwaltungszentrum San José de Acobambilla.
Der Río Santo, der 51 km lange rechte Quellfluss des Río Vilca, entspringt ebenfalls in der Cordillera de Chonta  an der Nordflanke des 5275 m hohen Nevado Altar im äußersten Westen des Distrikts Ascensión. Von dort fließt er in überwiegend nordnordöstlicher Richtung durch das Andenhochland. 5 km oberhalb seiner Vereinigung mit dem Río Anta passiert der Fluss das oberhalb seines rechten Ufers gelegene Distriktverwaltungszentrum Manta.